# Guaraciama
Guaraciama est une municipalité brésilienne de l'État du Minas Gerais et la microrégion de Bocaiúva.